# Giải bóng đá Ngoại hạng Anh 2002–03
Giải bóng đá Ngoại hạng Anh mùa giải 2002-03 (được biết đến với tên gọi FA Barclaycard Premiership vì lý do tài trợ) là mùa giải thứ 11 của Premier League, hạng đấu cao nhất của bóng đá Anh. Vòng đấu đầu tiên của mùa giải diễn ra vào ngày 17 tháng 8 năm 2002 và vòng đấu cuối cùng diễn ra vào ngày 11 tháng 5 năm 2003.
Manchester United đã kết thúc mùa giải Ngoại hạng Anh 2002-03 với tư cách là nhà vô địch lần thứ tám trong 11 năm – một thành tích càng đáng chú ý hơn khi nhà đương kim vô địch là câu lạc bộ Arsenal đã dẫn đầu bảng xếp hạng với 8 điểm nhiều hơn đội xếp thứ hai vào ngày 2 tháng 3. Sau khi đánh bại Birmingham vào giai đoạn đầu mùa giải, Arsenal đã cân bằng kỷ lục 14 trận thắng liên tiếp ở giải đấu hàng đầu nước Anh nhưng không thể kéo dài thành tích đó trong trận đấu tiếp theo với đội West Ham United, khi bị câu lạc bộ này cầm hòa 2–2. Họ vẫn bất bại trong 30 trận tại Premier League, 23 trận trong số đó là các trận sân khách, cho đến cuối tháng 10 và ghi bàn với kỷ lục 55 trận liên tiếp tại giải đấu Ngoại hạng Anh, phá vỡ kỷ lục trước đó là 47 trận ghi bàn liên tiếp do câu lạc bộ Chesterfield lập nên trong mùa giải 1930-31 ở giải Third Division North. Chuỗi trận này kết thúc tại Old Trafford vào ngày 7 tháng 12 năm 2002, khi Manchester United giành chiến thắng 2–0 trước Arsenal. Arsenal sau đó đã đánh mất lợi thế dẫn đầu bảng xếp hạng trước đội Bolton Wanderers và cuối cùng đã chấp nhận từ bỏ danh hiệu vô địch với thất bại  2-3 trên sân nhà trước câu lạc bộ Leeds United trong trận đấu áp chót của mùa giải, kết quả này cũng giúp Leeds thoát khỏi nguy cơ xuống hạng. Newcastle United và Chelsea là những đội còn lại đủ điều kiện tham dự UEFA Champions League, còn Liverpool phải chấp nhận tham dự UEFA Cup; họ sẽ cùng với Blackburn Rovers tham gia ở đấu trương châu Âu này trong mùa giải thứ hai liên tiếp cùng với Southampton, đội đã trở lại châu Âu lần đầu tiên kể từ năm 1984.
Ở phía cuối bảng xếp hạng, West Ham United, West Bromwich Albion và Sunderland đã xuống hạng và mùa sau phải chơi tại Giải hạng nhất Anh; 42 điểm giành được của đội West Ham sau 38 trận đấu là kỷ lục đối với một đội xuống hạng. Những đội được thăng hạng để thay thế các câu lạc bộ này là nhà vô địch Giải hạng nhất Anh 2002–03 Portsmouth, á quân của giải hạng nhất Leicester City và đội chiến thắng trong trận play-off Wolverhampton Wanderers.

## Đội
20 đội đã tham gia giải đấu Ngoại hạng Anh mùa 2002-03 – 17 đội đứng đầu bảng xếp hạng từ mùa giải trước và 3 đội thăng hạng từ Giải hạng nhất Anh. Các đội thăng hạng là Manchester City (trở lại ngay sau một mùa giải vắng bóng), West Bromwich Albion, và Birmingham City (cả hai đội đều trở lại hạng đấu cao nhất sau 16 năm vắng bóng). Đây cũng là mùa giải đầu tiên của West Bromwich Albion và Birmingham City tại Premier League. Họ thay thế Ipswich Town (xuống hạng và chơi tại giải Hạng nhất Anh sau hai mùa giải thi đấu ở hạng đấu cao nhất), Derby County, và Leicester City (cả hai đội đều xuống hạng sau 6 năm chơi ở hạng đấu cao nhất nước Anh).

### Sân vận động và địa điểm
| Câu lạc bộ           | Địa điểm                  | Sân vận động      | Sức chứa |
| -------------------- | ------------------------- | ----------------- | -------- |
| Arsenal              | London (Highbury)         | Arsenal Stadium   | 38,419   |
| Aston Villa          | Birmingham (Aston)        | Villa Park        | 42,573   |
| Birmingham City      | Birmingham (Bordesley)    | St Andrew's       | 30,009   |
| Blackburn Rovers     | Blackburn                 | Ewood Park        | 31,367   |
| Bolton Wanderers     | Bolton                    | Reebok Stadium    | 28,723   |
| Charlton Athletic    | London (Charlton)         | The Valley        | 27,111   |
| Chelsea              | London (Fulham)           | Stamford Bridge   | 42,055   |
| Everton              | Liverpool (Walton)        | Goodison Park     | 40,569   |
| Fulham               | London (Shepherd's Bush)  | Loftus Road       | 19,148   |
| Leeds United         | Leeds                     | Elland Road       | 40,242   |
| Liverpool            | Liverpool (Anfield)       | Anfield           | 45,522   |
| Manchester City      | Manchester (Moss Side)    | Maine Road        | 35,150   |
| Manchester United    | Manchester (Old Trafford) | Old Trafford      | 68,174   |
| Middlesbrough        | Middlesbrough             | Riverside Stadium | 35,049   |
| Newcastle United     | Newcastle upon Tyne       | St James' Park    | 52,387   |
| Southampton          | Southampton               | St Mary's Stadium | 32,689   |
| Sunderland           | Sunderland                | Stadium of Light  | 49,000   |
| Tottenham Hotspur    | London (Tottenham)        | White Hart Lane   | 36,240   |
| West Bromwich Albion | West Bromwich             | The Hawthorns     | 28,003   |
| West Ham United      | London (Upton Park)       | Boleyn Ground     | 35,647   |

1. ↑  Fulham tạm thời chuyển đến Loftus Road (sân nhà của câu lạc bộ Queens Park Rangers) sau khi sân Craven Cottage cần được cải tạo.
2. ↑  Đây là mùa giải cuối cùng của Manchester City tại Maine Road vì họ dự kiến sẽ chuyển đến Sân vận động Thành phố Manchester có sức chứa 48.000 chỗ ngồi.

### Nhân sự và dụng cụ thi đấu
| Câu lạc bộ           | Huấn luyện viên             | Đội trưởng       | Nhà sản xuất dụng cụ thi đấu | Nhà tài trợ áo đấu             |
| -------------------- | --------------------------- | ---------------- | ---------------------------- | ------------------------------ |
| Arsenal              | Arsène Wenger               | Patrick Vieira   | Nike                         | O2                             |
| Aston Villa          | Graham Taylor               | Steve Staunton   | Diadora                      | Rover Company                  |
| Birmingham City      | Steve Bruce                 | Jeff Kenna       | Le Coq Sportif               | Phones4U                       |
| Blackburn Rovers     | Graeme Souness              | Garry Flitcroft  | Kappa                        | AMD Processors                 |
| Bolton Wanderers     | Sam Allardyce               | Guðni Bergsson   | Reebok                       | Reebok                         |
| Charlton Athletic    | Alan Curbishley             | Graham Stuart    | Le Coq Sportif               | All Sport                      |
| Chelsea              | Claudio Ranieri             | Marcel Desailly  | Umbro                        | Fly Emirates                   |
| Everton              | David Moyes                 | David Weir       | Puma                         | Kejian                         |
| Fulham               | Chris Coleman               | Andy Melville    | Adidas                       | Betfair                        |
| Leeds United         | Peter Reid                  | Dominic Matteo   | Nike                         | Strongbow                      |
| Liverpool            | Gérard Houllier             | Sami Hyypiä      | Reebok                       | Carlsberg                      |
| Manchester City      | Kevin Keegan                | Ali Benarbia     | Le Coq Sportif               | First Advice                   |
| Manchester United    | Sir Alex Ferguson           | Roy Keane        | Nike                         | Vodafone                       |
| Middlesbrough        | Steve McClaren              | Gareth Southgate | Erreà                        | Dial-a-Phone                   |
| Newcastle United     | Sir Bobby Robson            | Alan Shearer     | Adidas                       | NTL                            |
| Southampton          | Gordon Strachan             | Jason Dodd       | Saints                       | Friends Provident              |
| Sunderland           | Mick McCarthy               | Michael Gray     | Nike                         | Reg Vardy                      |
| Tottenham Hotspur    | Glenn Hoddle                | Teddy Sheringham | Kappa                        | Thomson                        |
| West Bromwich Albion | Gary Megson                 | Sean Gregan      | The Baggies (của câu lạc bộ) | West Bromwich Building Society |
| West Ham United      | Trevor Brooking (tạm quyền) | Joe Cole         | Fila                         | Dr. Martens                    |

## Bảng xếp hạng
| VT | Đội                      | ST | T  | H  | B  | BT | BB | HS  | Đ  | Giành quyền tham dự hoặc xuống hạng                 |
| -- | ------------------------ | -- | -- | -- | -- | -- | -- | --- | -- | --------------------------------------------------- |
| 1  | Manchester United (C)    | 38 | 25 | 8  | 5  | 74 | 34 | +40 | 83 | Điều kiện tham dự Vòng bảng Champions League        |
| 2  | Arsenal                  | 38 | 23 | 9  | 6  | 85 | 42 | +43 | 78 | Điều kiện tham dự Vòng bảng Champions League        |
| 3  | Newcastle United         | 38 | 21 | 6  | 11 | 63 | 48 | +15 | 69 | Điều kiện tham dự Vòng loại thứ ba Champions League |
| 4  | Chelsea                  | 38 | 19 | 10 | 9  | 68 | 38 | +30 | 67 | Điều kiện tham dự Vòng loại thứ ba Champions League |
| 5  | Liverpool                | 38 | 18 | 10 | 10 | 61 | 41 | +20 | 64 | Điều kiện tham dự Vòng đầu tiên UEFA Cup            |
| 6  | Blackburn Rovers         | 38 | 16 | 12 | 10 | 52 | 43 | +9  | 60 | Điều kiện tham dự Vòng đầu tiên UEFA Cup            |
| 7  | Everton                  | 38 | 17 | 8  | 13 | 48 | 49 | −1  | 59 |                                                     |
| 8  | Southampton              | 38 | 13 | 13 | 12 | 43 | 46 | −3  | 52 | Điều kiện tham dự Vòng đầu tiên UEFA Cup            |
| 9  | Manchester City          | 38 | 15 | 6  | 17 | 47 | 54 | −7  | 51 | Điều kiện tham dự Vòng loại Cúp UEFA                |
| 10 | Tottenham Hotspur        | 38 | 14 | 8  | 16 | 51 | 62 | −11 | 50 |                                                     |
| 11 | Middlesbrough            | 38 | 13 | 10 | 15 | 48 | 44 | +4  | 49 |                                                     |
| 12 | Charlton Athletic        | 38 | 14 | 7  | 17 | 45 | 56 | −11 | 49 |                                                     |
| 13 | Birmingham City          | 38 | 13 | 9  | 16 | 41 | 49 | −8  | 48 |                                                     |
| 14 | Fulham                   | 38 | 13 | 9  | 16 | 41 | 50 | −9  | 48 |                                                     |
| 15 | Leeds United             | 38 | 14 | 5  | 19 | 58 | 57 | +1  | 47 |                                                     |
| 16 | Aston Villa              | 38 | 12 | 9  | 17 | 42 | 47 | −5  | 45 |                                                     |
| 17 | Bolton Wanderers         | 38 | 10 | 14 | 14 | 41 | 51 | −10 | 44 |                                                     |
| 18 | West Ham United (R)      | 38 | 10 | 12 | 16 | 42 | 59 | −17 | 42 | Xuống chơi tại Giải hạng nhất Anh                   |
| 19 | West Bromwich Albion (R) | 38 | 6  | 8  | 24 | 29 | 65 | −36 | 26 | Xuống chơi tại Giải hạng nhất Anh                   |
| 20 | Sunderland (R)           | 38 | 4  | 7  | 27 | 21 | 65 | −44 | 19 | Xuống chơi tại Giải hạng nhất Anh                   |

1. ↑  Vì Liverpool đủ điều kiện tham dự Cúp UEFA thông qua giải ngoại hạng Anh, nên vị trí của câu lạc bộ tại Cúp UEFA với tư cách là nhà vô địch Cúp Liên đoàn đã được trao cho Blackburn Rovers với tư cách là đội có thứ hạng cao nhất nhưng chưa đủ điều kiện tham dự các cúp châu Âu.
2. ↑  Vì Arsenal đủ điều kiện tham dự Champions League nên suất tham dự UEFA Cup của họ với tư cách là nhà vô địch Cúp FA đã thuộc về Southampton, đội là á quân của Cúp FA.
3. ↑  Manchester City đủ điều kiện tham dự với tư cách là đội bóng có thứ hạng cao nhất chưa đủ điều kiện tham dự các cúp châu Âu của Giải bóng đá Ngoại hạng Anh cùng với danh hiệu Fair Play do Hiệp hội bóng đá Anh trao tặng, là đội đứng đầu trong số những câu lạc bộ đoạt giải Xếp hạng UEFA Fair Play.

## Thống kê mùa giải

### Vua phá lưới
| Xếp hạng | Cầu thủ             | Câu lạc bộ        | Bàn thắng |
| -------- | ------------------- | ----------------- | --------- |
| 1        | Ruud van Nistelrooy | Manchester United | 25        |
| 2        | Thierry Henry       | Arsenal           | 24        |
| 3        | James Beattie       | Southampton       | 23        |
| 4        | Mark Viduka         | Leeds United      | 20        |
| 5        | Michael Owen        | Liverpool         | 19        |
| 6        | Alan Shearer        | Newcastle United  | 17        |
| 7        | Nicolas Anelka      | Manchester City   | 15        |
| 8        | Gianfranco Zola     | Chelsea           | 14        |
| 8        | Robert Pires        | Arsenal           | 14        |
| 8        | Harry Kewell        | Leeds United      | 14        |
| 8        | Paul Scholes        | Manchester United | 14        |

### Hat-tricks
| Cầu thủ             | Đội               | Đối thủ              | Kết quả | Ngày                 |
| ------------------- | ----------------- | -------------------- | ------- | -------------------- |
| Michael Owen        | Liverpool         | Manchester City      | 3–0     | 28 tháng 9 năm 2002  |
| James Beattie       | Southampton       | Fulham               | 4–2     | 27 tháng 10 năm 2002 |
| Ruud van Nistelrooy | Manchester United | Newcastle United     | 5–3     | 23 tháng 11 năm 2002 |
| Robbie Keane        | Tottenham Hotspur | Everton              | 4–3     | 12 tháng 1 năm 2003  |
| Thierry Henry       | Arsenal           | West Ham United      | 3–1     | 27 tháng 1 năm 2003  |
| Ruud van Nistelrooy | Manchester United | Fulham               | 3–0     | 22 tháng 3 năm 2003  |
| Mark Viduka         | Leeds United      | Charlton Athletic    | 6–1     | 5 tháng 4 năm 2003   |
| Paul Scholes        | Manchester United | Newcastle United     | 6–2     | 12 tháng 4 năm 2003  |
| Michael Owen4       | Liverpool         | West Bromwich Albion | 6–0     | 26 tháng 4 năm 2003  |
| Ruud van Nistelrooy | Manchester United | Charlton Athletic    | 4–1     | 3 tháng 5 năm 2003   |
| Jermaine Pennant    | Arsenal           | Southampton          | 6–1     | 7 tháng 5 năm 2003   |
| Robert Pires        | Arsenal           | Southampton          | 6–1     | 7 tháng 5 năm 2003   |
| Freddie Ljungberg   | Arsenal           | Sunderland           | 4–0     | 11 tháng 5 năm 2003  |

- 4 Cầu thủ ghi được 4 bàn thắng